# Maurice Raskin (violoniste)
Pour l’article homonyme, voir Maurice Raskin.

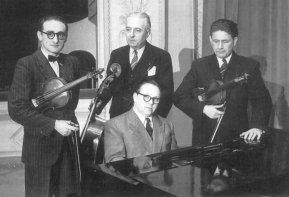
Le "Quatuor de Londres" avec, debout (de gauche à droite) : Arie Van Demoortel, Maurice Dambois, Maurice Raskin. Assis au piano : André Dumortier.

Maurice Raskin est un violoniste belge, né le 18 août 1906 à Liège et mort le 12 janvier 1985 à Etterbeek.

## Biographie
Maurice Raskin commence ses études dans la classe d'Oscar Dossin (1857-1949) au Conservatoire de Liège. Après un premier prix avec grande distinction en 1919 puis une médaille de vermeil en 1924, il se dirige vers le Conservatoire de Paris pour étudier avec Édouard Nadaud (violon) et Lucien Capet (musique de chambre). Il obtient son premier prix en 1927, à l'âge de 21 ans. Pendant son exil à Londres durant la Seconde Guerre mondiale, il fonda le « Quatuor belge de Londres » avec lequel il donne des concerts en Angleterre, en Irlande et au Portugal. Lauréat du Concours international de violon Fritz-Kreisler en 1928, il a fait une longue carrière de concertiste et de chambriste, riche aussi de nombreux enregistrements, dont ceux avec le « Quatuor Maurice Raskin ». Son ami le compositeur Heitor Villa-Lobos lui dédia en 1928 le second de ses « Deux Choros bis » (W 227) et Jean Absil sa Chaconne pour violon seul op.69 (1949),,,.
Maurice Raskin a été professeur de musique de chambre au conservatoire de Bruxelles à partir de 1936 et fut nommé professeur de violon en 1939. Cette même année il devient premier violon solo de l'Orchestre national de Belgique. Au Conservatorium Maastricht il fut nommé premier professeur de violon en 1956. Parmi ses élèves figurent Francis Duroy, Georges Octors ou Sigiswald Kuijken, ainsi que son épouse Marleen Thiers.
Il a été appelé comme membre de nombreux jurys de concours de violon, parmi lesquels : le  Concours Reine Elisabeth, le Concours du Conservatoire National de Paris ou le Concours international Tchaïkovski à Moscou.
Durant sa carrière musicale, il donne régulièrement des concerts de chambre avec son épouse, la pianiste Simone Benin-Raskin.
Maurice Raskin a fait don de sa collection de musique à un fonds spécial conservé à la bibliothèque du Conservatoire royal de Bruxelles .